# 屏東平原

屏東平原

屏東平原，或稱下淡水平原，為臺灣南部一處陷落沖積平原，面積約1,210平方公里，為臺灣第二大平原，仅次于嘉南平原。

## 地理

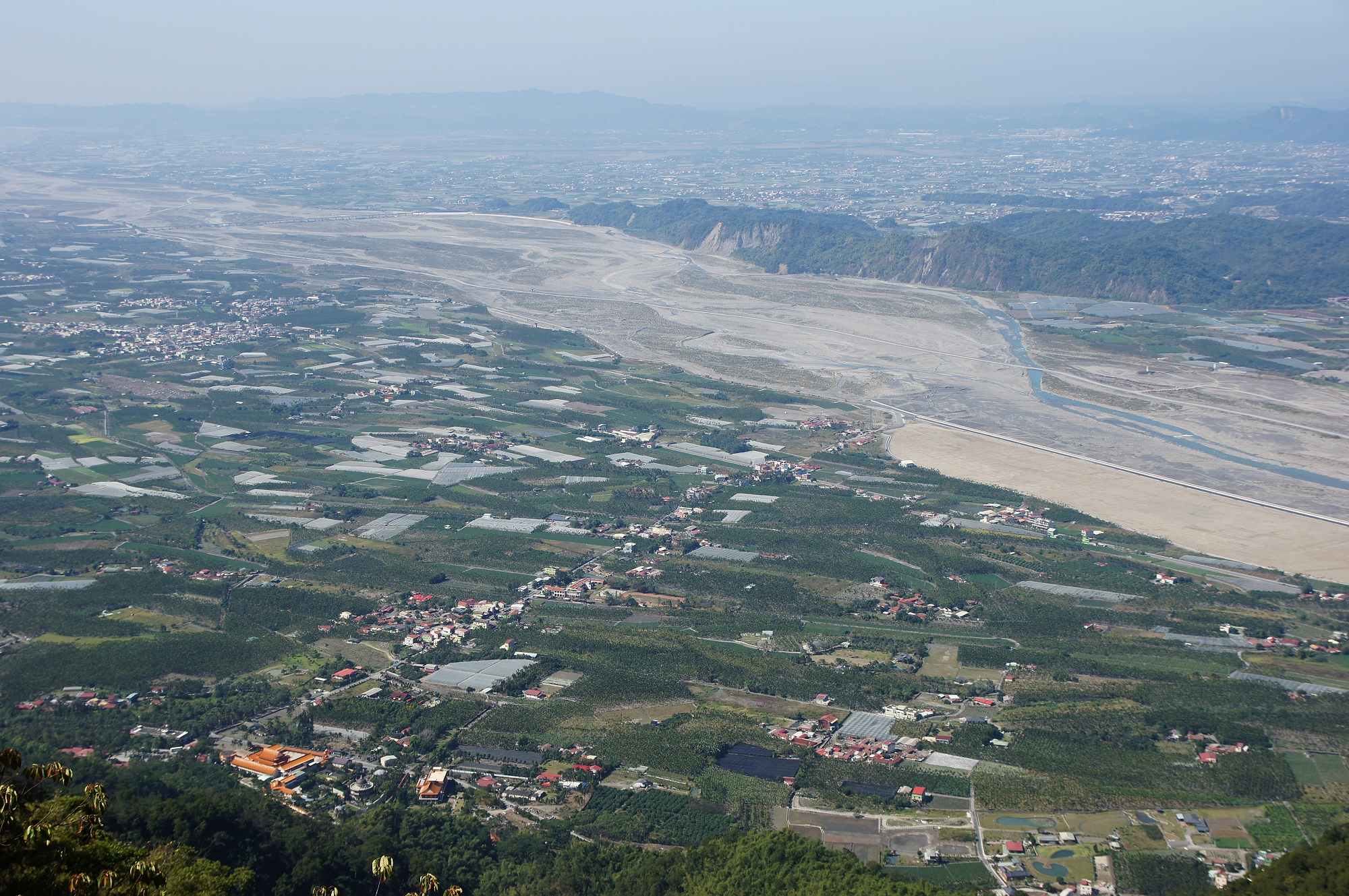
荖濃溪流經屏東平原

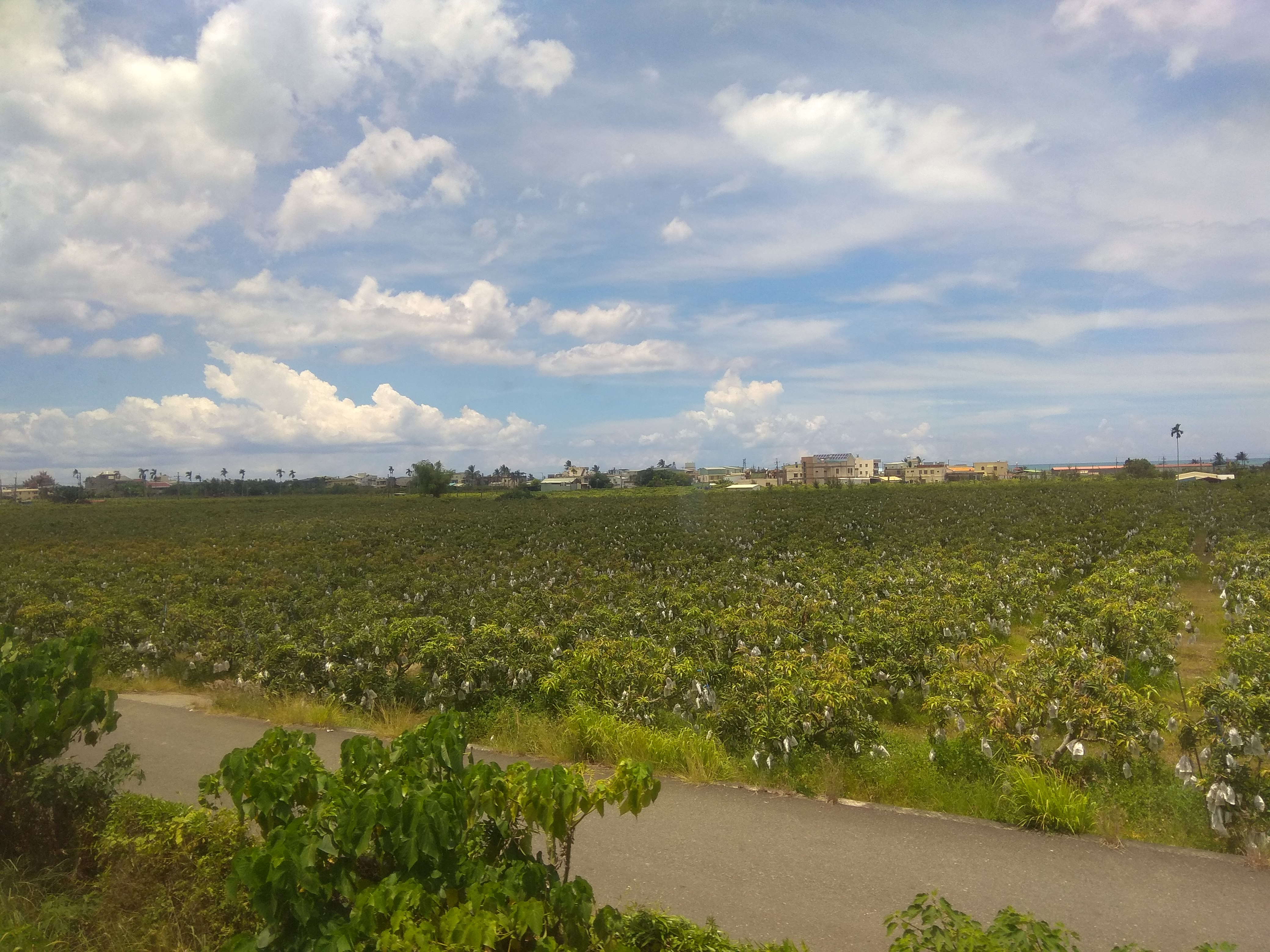
屏東平原 (台灣海峽端)

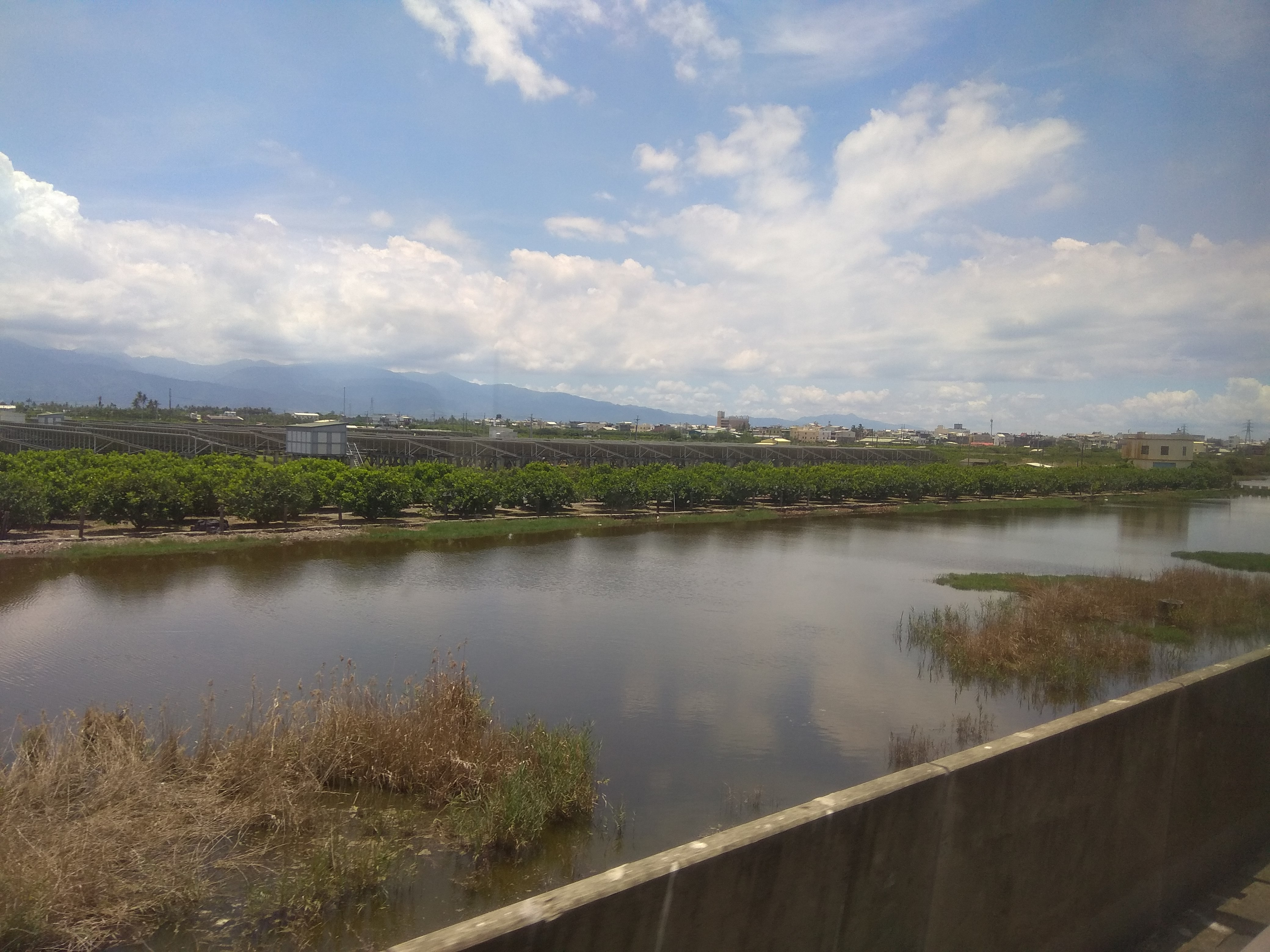
屏東平原 (中央山脈端) 遠距離

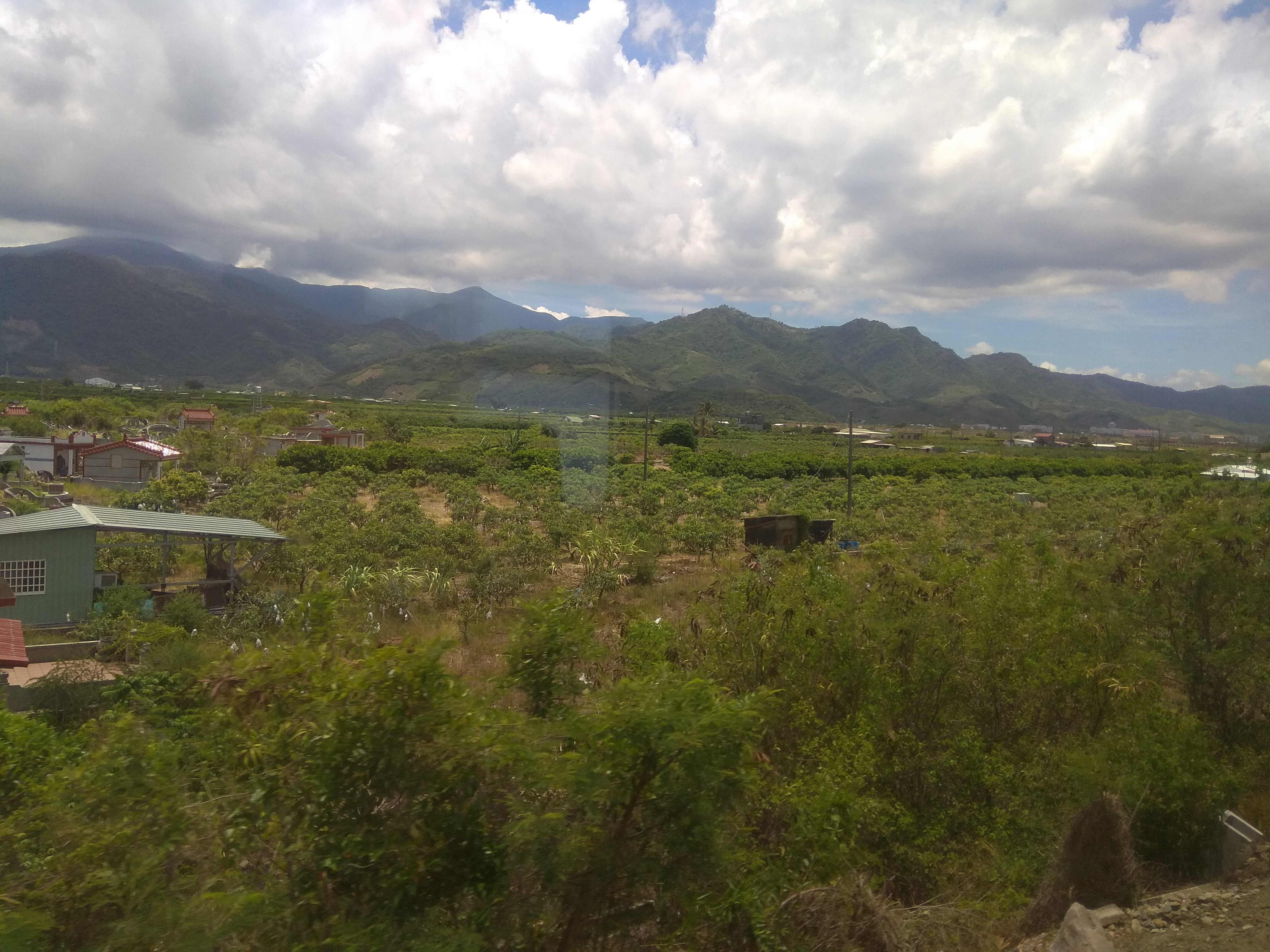
屏東平原 (中央山脈端) 近距離

屏東平原位於臺湾西南部，属于南臺灣地区，行政區屬於屏東縣一部分。南北長約60公里長，東西寬約20公里，為一矩形平原，地面標高大致介於100至30公尺之間，由東北向西南傾斜，平原北以低山為界，西以內門及鳳山丘陵與嘉南平原相對；東以潮州斷層與中央山脈相接；南臨台灣海峽，東、西、北三面環山似一狹長谷地。
屏東平原內包括高屏溪、東港溪、林邊溪等河川，集水區面積約4,073平方公里，總逕流量年約104億立方公尺，豐水期（5月至10月）逕流量佔全年逕流量90%，約94億立方公尺，枯水期（11月至4月）逕流量約10億立方公尺<。
屏東平原主要由荖濃溪、隘寮溪、東港溪、林邊溪、 力力溪及士文溪等河川因洪水泛濫由中上游帶來未膠結岩石碎屑沉積複合而成之沖積平原，其含水層深而透水性佳，因此，枯水期雖然因降雨貧乏地表水源不足但仍有豐富地下水補充利用，地下水資源豐富，為屏東平原內之重要水資源。它的南面是臺湾海峡，其余三面则被山岭包围。它的东面是中央山脈，西面是高屏溪與鳳山丘陵，北起六龜、美濃、旗山一線，南到大樹、林園一線。
由於隨著土地利用改變，高經濟產業快速成長，人口增加及生活水準提升，以致用水量遽增，尤其屏東平原沿海養殖業蓬勃發展。地下水因其水質佳、水溫固定、取得便利、價格便宜等優點而被養殖業者大量開發使用，造成地下水位呈長期下降趨勢。在林邊、佳冬、枋寮等沿海鄉鎮，因長年超量集中使用，破壞含水層蓄水功能，造成嚴重的地層下陷問題。

## 氣候
屏東平原屬熱帶季風氣候，夏季多降水，全年温暖。

## 人文
屏東平原土地面積內，除了屏東縣之屏東市等二十市鄉鎮以外，也涵括了高雄市之美濃區、旗山區、大樹區、大寮區及林園區五鄉鎮之部分地區。依2021年2月之統計人口統計資料，屏東平原上總人口約有1,000,553人，人口密度為每平方公里757.12人；族群分佈除了原住民和散居各區域的福佬人外，本區域亦屬於南臺灣客家族群分佈集中的區域，包括高雄市美濃區、屏東縣 麟洛鄉、萬巒鄉、內埔鄉、竹田鄉、新埤鄉、長治鄉、高樹鄉、佳冬鄉，為臺灣南部客家文化重點發展區。

## 經濟
屏東平原為臺湾开发迟于臺南、高雄之较早开发地区，約莫在康熙中葉（1690年代後期）開始有漢人進入開墾，為臺湾重要农业产区。盛产稻米、甘蔗和香蕉、西瓜、木瓜、莲雾等水果。